# Selbitz (Horní Franky)
Selbitz je město v německé spolkové zemi Bavorsko, v zemském okresu Hof. Leží 14 kilometrů západně od Hofu. Žije zde přibližně 4 300 obyvatel.

## Geografie
Obcí protéká řeka Selbitz.
Sousední obce: Berg, Köditz, Naila, Hof, Schauenstein a Leupoldsgrün.

### Místní části
Obec je oficiálně rozdělena na 17 částí:
| - Dörnthal - Edlasmühle - Föhrighaus - Hüttung - Hüttungshaus - Kohlbühl | - Kreuzbühl - Neuhaus - Rodesgrün - Rothenbürg - Schertlas - Selbitz | - Sellanger - Staudenhäuser - Stegenwaldhaus - Wachholderbusch - Weidesgrün |

## Historie
První písemná zmínka o obci je z roku 1367. Selbitz byl od roku 1388 v držení hrabat z Norimberka. Od roku 1792 spadal pod pruský Bayreuth, který mu 16. května 1783 udělil tržní právo. V roce 1810 připadl Bavorsku. Současná obec vznikla v roce 1818. 26. října 1954 byla povýšena na město.

## Památky
- Nový zámek

## Doprava
Selbitz leží na železniční trase Hof-Bad Steben.

## Demografie
| 1970 | 1987 | 2000 | 2011 |
| ---- | ---- | ---- | ---- |
| 5651 | 4981 | 4947 | 4446 |

## Osobnosti obce
- Heinrich von Selbitz, (1843–1919), spisovatel
- Philipp Wurzbacher (1898–1984), politik (NSDAP)
- Georg Kießling (1903–1964), fotbalista